# ベガーズ・バンケット
『ベガーズ・バンケット』(Beggars Banquet)は、ローリング・ストーンズが1968年に発表したオリジナル・アルバム。プロデュースはジミー・ミラー。レコーディング・エンジニアはグリン・ジョンズおよびエディ・クレイマー。全英3位、全米5位を記録。

## 解説
1960年代後半のストーンズは、その音楽的起源である黒人音楽から離れ、サイケデリック・ムーブメントに強い影響を受けていた。当時のストーンズ・ファンクラブではバンドの今後に関する討論大会が開かれるほど、ファンの間で不安感が広がっていた。しかし、その不安を払拭するように、1968年5月に発売されたシングル「ジャンピン・ジャック・フラッシュ」は全英1位の大ヒット。そしてそれに続く本作も、ロックバンドとして原点に立ち返ったストーンズの姿を誇示したものとなった。
ミック・ジャガーはバンドの方向性を決定づけるプロデューサーが必要であると考え、1968年初めにスペンサー・デイヴィス・グループやトラフィックを手がけたジミー・ミラーの招聘を決定した。結果的にこの試みは成功し、以降『レット・イット・ブリード』、『スティッキー・フィンガーズ』、『メイン・ストリートのならず者』という傑作アルバムを次々と生み出した両者の関係は1973年まで続いた。
バンドは7月の発売を目ざして、3月15日よりロンドン、オリンピック・スタジオにてレコーディングを開始した。以降、レコーディングは散発的に行われ、ロサンゼルスで最終的なオーバーダブとミキシングを行い、7月5日までに完成した。本来であればジャガーの25歳の誕生日である7月26日に発売される予定だったが、後述するようにジャケットデザインをめぐってバンドとレーベルの間に対立が起き、発売は年末までずれ込んだ。題名『ベガーズ・バンケット』を最終決定したのはジャガーだが、原案はストーンズとも関係があったイギリスのファッションデザイナー、クリストファー・ギブスが与えたものである。
「悪魔を憐れむ歌」や「ストリート・ファイティング・マン」のようなバンドの新しい方向性を示す楽曲がある一方で、エレキギターよりもアコースティックギターを中心に据えたサウンドが目立ち、ドラムスを使用しない楽曲が3曲もあるなど（「ノー・エクスペクテーションズ」、「ディア・ドクター」、「ファクトリー・ガール」）、ロック・ナンバーよりも彼らのルーツであるブルースやカントリー・ミュージック、フォークソング・ナンバーの方に重きが置かれた内容となった。キース・リチャーズは本作の内容について、「“悪魔を…”や“ストリート…”を除けば、『ベガーズ』にロックンロールがあるとは言えない。“ストレイ・キャッツ”はちょっとしたファンクだが、それ以外はフォークだ。ストーンズの面白さは純粋なロックンロールではないのだ」と自著に綴っている。本作でのギターは大半がキース・リチャーズによるもので、「ジャンピン・ジャック・フラッシュ」で本格的に取り入れられたオープン・チューニング奏法が本作でも導入されている。ただ、リチャーズの代名詞であるオープンGチューニングは本作ではまだ使用されておらず、彼がこれを使用し始めるのは、本作の発表より少し後になってからである。
一方、ブライアン・ジョーンズの心身の不調は前年以上に深刻なものとなっており、本作への貢献度は前作『サタニック・マジェスティーズ』よりも少なかった。ジョーンズはレコーディング期間中の1968年5月21日に、保護観察中にもかかわらずカナビス樹脂所持の罪で追起訴されている。9月に罰金刑を受けたジョーンズは、収監こそ免れたものの、バンド内ではジョーンズの解雇と新メンバーの採用が検討され始めた。ジョーンズの当時の様子は、ジャン＝リュック・ゴダールによるドキュメンタリー映画『ワン・プラス・ワン』に描かれている。
1968年12月10日、11日にバンドは本作のプロモーションとして、『ロックンロール・サーカス』と名付けられた映画を、ジョン・レノン、エリック・クラプトン、ザ・フーなど多数のゲストを招いて収録した。映像と音源の版権は当時のマネージャーのアラン・クレインが掌握しており、クレインとの関係が切れたことにより作品は封印されてしまうが、1996年にVHSとサウンドトラックがアブコ・レコードから四半世紀以上く経てようやく発表された。

## アートワーク
現在の本作のジャケットとして採用されている「汚れた便所の落書き」の写真は、映像監督のバリー・フェスティンとニューヨークのデザイナー、トム・ウィルクスによって制作された。落書きの中には「ジョンはヨーコを愛してる」「リンドンは毛沢東を愛してる」「ボブ・ディランの夢」などといった文字も見える。だが発売元のデッカ・レコードは、「いかがわしい」としてバンドから提出されたこの写真を拒否した。
バンドはこれに抵抗し、茶色の紙袋に入れて「Unfit for Children（子供達には不向き）」というラベルを貼って出すという代案を提示したり、『メロディ・メイカー』誌に例のジャケット予定写真と共に「デッカにこれをジャケットに採用するよう手紙を出して欲しい」とファンに訴える広告を出した。それでも事態は好転せず、アメリカ合衆国での配給元であるロンドン・レコードもデッカの決定を支持し、バンドの不満を高めた。ストーンズは決定への報復として、デッカとロンドンの態度が軟化するまでアルバム用の楽曲を提供しなかった。しかしながら、11月までにストーンズは招待状を真似た単純なジャケットでアルバムを発売することを渋々認め、屈服することとなった。
金色で縁取られた薄クリーム色のジャケットには「Rolling Stones Begger's Banquet」と真ん中に、左下隅に「R.S.V.P.」（'Reponse s'il vous plait, ご返事願います、の略）と黒字の筆記体で記入された。見開きジャケットの内側には、タイトルどおり乞食（Beggar）風の格好をしたメンバー5人が宴会（Banquet）を開く様子が写されている。ビートルズが2週間前に『ホワイト・アルバム』を発売していたことで、ストーンズが再びビートルズの真似をしたと指摘する者もいた。
「便所ジャケット」は、クラインの指示により1984年製造分から採用されるようになった。一連の論争についてジャガーは「全くの時間の無駄だった」と振り返っている。

## 評価
イギリスでは3位、アメリカでは5位と、チャート最高位こそ前作『サタニック・マジェスティーズ』を越えられなかったものの、セールスは前作を上回っている。音楽に関してはほとんどの批評家がその曲と彼らのルーツへの回帰を高く評価、前作で下がったバンドへの評価を回復する事に寄与した。ローリング・ストーン誌のヤン・ウェナーは、「ストーンズはロックンロールと共に帰ってきた。彼らの新しいアルバムは、短いロックンロールの歴史に足跡を残すだろう」と書いて賞賛した。本作の成功により、ストーンズは自分たちが進むべき方向性を確認した。
メンバー自身による評価も高く、ジャガーは1987年のインタビューで、好きなアルバムに『レット・イット・ブリード』と共に本作を挙げ、リチャーズも2002年のインタビューで、『メイン・ストリートのならず者』と本作を挙げて「最高傑作の一つ」と語っている。ビル・ワイマンも自著で「最高の出来だったはずだ。“ファクトリー・ガール”の人民主義意識から“地の塩”で肉体労働をする人たちの讃美歌、そしてブルージーなバラード“ノー・エクスペクテーションズ”やブルースそのものの“パラシュート・ウーマン”に至るまで、このアルバムには含まれていたのだから」と自賛している。当時まだメンバーではなかったロン・ウッドも、自身が加入する前のストーンズのアルバムの中では本作が一番好きだと述べている。
ローリングストーン誌が選ぶオールタイム・ベストアルバム500（2002年の大規模なアンケートで選出）において58位、VH1によるグレーティスト・アルバムに於いては67位となった。

## リイシュー
1984年初CD化。2002年8月にアブコ・レコードよりリマスターされた上で、SACDとのハイブリッドCDとしてデジパック仕様で再発された。また、ある時期までのマスターは現行マスターに比べてピッチが若干低く、キーが不明瞭になっている曲がいくつか存在した。
本作リリース時にはステレオ盤と共にモノラル盤も制作されていたが、リイシューされる際には全てステレオの方が採用されていた。2016年、デッカ時代のオリジナル・アルバムのモノラル版を復刻したボックス・セット『ザ・ローリング・ストーンズ MONO BOX』で、モノラル版が初めてCD化された。
発表からちょうど50年となる2018年、ユニバーサルミュージックより「50周年記念エディション」がリリースされた。最新リマスターはボブ・ラドウィックによる。日本版2CDバージョンはハイブリッドSACDで、DISC2には「悪魔を憐れむ歌」のモノ・バージョンと、日本初回版にのみ付属していた、1968年に東京からロンドンへの国際電話で行ったジャガーへのインタビューを収録したソノシート『ハロー!ミック・ジャガーです』の音源を収録（「悪魔を…」以外の曲のモノラル・バージョンはなし）。パッケージは紙ジャケット仕様で、「便所の落書きジャケット」にオリジナルLPの「招待状ジャケット」のスリップケースを追加し、さらに「ジャンピン…」および「ストリート…」の日本盤シングルジャケットも封入されている。その他、1CD版、LP版も同時リリースされている。

## 収録曲
特筆無い限り、作詞・作曲はジャガー/リチャーズ。

### サイド A
1. 悪魔を憐れむ歌 - "Sympathy for the Devil" - 6:18
  - 本作およびストーンズを代表する1曲。謎めいた歌詞が悪魔崇拝ではないかと受け取られ、議論を呼んだ。
2. ノー・エクスペクテーションズ - "No Expectations" - 3:56
  - アメリカではシングル「ストリート・ファイティング・マン」のB面として初登場。
3. ディア・ドクター - "Dear Doctor" - 3:21
4. パラシュート・ウーマン - "Parachute Woman" - 2:20
5. ジグソー・パズル - "Jigsaw Puzzle" - 6:05
  - スライドギターはキース・リチャーズによる。歌詞の中にメンバー5人を指すと思われる箇所がある。

### サイド B
1. ストリート・ファイティング・マン - "Street Fighting Man" - 3:15
  - アメリカでは、アルバムの先行シングルとしてリリース。
2. 放蕩むすこ - "Prodigal Son" (Rev. Robert Wilkins) - 2:51
  - 戦前はブルース歌手として、戦後は牧師として活動したロバート・ウィルキンスの曲のカヴァー。リリース当時は作者不明であったため「ジャガー/リチャーズ」とクレジットされたが、後に修正。
3. ストレイ・キャット・ブルース - "Stray Cat Blues" - 4:37
4. ファクトリー・ガール - "Factory Girl" - 2:08
5. 地の塩 - "Salt of the Earth" - 4:47
  - リチャーズがジャガーと共にリードヴォーカルをとっている。「ロックンロール・サーカス」のエンディングで歌われた他、2001年のアメリカ同時多発テロ事件で犠牲になった消防士の追悼＆チャリティのために、ニューヨークのマディソン・スクエア・ガーデンにて行われた『ザ・コンサート・フォー・ニューヨーク・シティ』でも披露されている。

## 参加ミュージシャン
ローリング・ストーンズ
- ミック・ジャガー - リードボーカル、ハーモニカ（#4）
- キース・リチャーズ - ギター、バッキングボーカル、ベース（#1、#6）、リードボーカル（#10）
- ブライアン・ジョーンズ - スライドギター（#2）、ハーモニカ（#3、#4、#7）、メロトロン（#5、#8）、シタール＆タンブーラ（#6）、バッキングボーカル（#1）
- ビル・ワイマン - ベース、バッキングボーカル＆マラカス（#1）
- チャーリー・ワッツ - ドラムス、バッキングボーカル（#1）、クラベス（#2）、タブラ（#9）

ゲストミュージシャン
- ニッキー・ホプキンス - ピアノ、オルガン、バッキングボーカル（#1）
- ロッキー・ディジョン - コンガ（#1、#8、#9）
- リック・グレッチ - ヴァイオリン（#9）
- デイブ・メイソン - シャハナイ&バスドラム（#6）、マンドリン（#9）
- ジミー・ミラー、マリアンヌ・フェイスフル、アニタ・パレンバーグ - バッキングボーカル（#1）
- ワッツ・ストリート・ゴスペル合唱団 - コーラス（#10）

## チャート成績
| チャート (1968年-1969年) | 最高位 |
| ------------------------ | ------ |
| カナダ                   | 3      |
| スイス                   | 67     |
| ドイツ                   | 8      |
| オーストリア             | 44     |
| フランス                 | 197    |
| オランダ                 | 138    |
| ベルギー                 | 156    |
| スウェーデン             | 43     |
| ノルウェー               | 2      |
| 全英アルバムチャート     | 3      |
| USビルボード200          | 5      |

| 国                    | 認定     |
| --------------------- | -------- |
| カナダ (Music Canada) | シルバー |
| イギリス (BPI)        | ゴールド |
| アメリカ合衆国（RIAA) | プラチナ |